# Sant'Alessio in Aspromonte
Sant'Alessio in Aspromonte er en by i Calabrien, Italien med 304 (2023) indbyggere.